# Кетвиль
Кетви́ль (фр. Quetteville) — коммуна во Франции, находится в регионе Нижняя Нормандия. Департамент коммуны — Кальвадос. Входит в состав кантона Онфлёр. Округ коммуны — Лизьё.
Код INSEE коммуны — 14528.

## Население
Население коммуны на 2010 год составляло 375 человек.
| 1962 | 1968 | 1975 | 1982 | 1990 | 1999 | 2010 |
| ---- | ---- | ---- | ---- | ---- | ---- | ---- |
| 311  | 303  | 251  | 221  | 263  | 295  | 375  |

## Экономика
В 2010 году среди 246 человек трудоспособного возраста (15—64 лет) 179 были экономически активными, 67 — неактивными (показатель активности — 72,8 %, в 1999 году было 70,6 %). Из 179 активных жителей работали 163 человека (101 мужчина и 62 женщины), безработных было 16 (8 мужчин и 8 женщин). Среди 67 неактивных 12 человек были учениками или студентами, 21 — пенсионерами, 34 были неактивными по другим причинам.